# Tour Bretagne
Tour Bretagne ist der Name eines Wolkenkratzers in der Bürostadt in Nantes. Mit einer Höhe von 144 Metern ist er der vierthöchste Büroturm der Provinz nach dem Tour Incity und dem Tour Part-Dieu in Lyon und dem Tour CMA CGM in Marseille. Einschließlich der Antennen erreicht er eine Gesamthöhe von fast 144 Metern, etwa 25 Meter über dem obersten Stockwerk.
Der Bretagne-Turm wurde vom Architekten Claude Devorsine auf Wunsch von André Morice (Bürgermeister von Nantes 1965 bis 1977) entworfen. Die Planungen begannen 1966. Nachdem sich der Bau wegen einiger Unglücksfälle verzögert hatte, wurde er erst am 18. November 1976 eingeweiht. Das 3.000 m² große Einkaufszentrum am Fuß des Turms erwies sich in einem erschwerten wirtschaftlichen Umfeld während der Ölkrise als Flop, auch das Restaurant in der obersten Etage musste schließen. Die übrige Auslastung blieb in den folgenden Jahren gut.
Wegen Asbestbelastung beschlossen die Miteigentümer auf der Hauptversammlung 2020 die Sanierung und eine Nutzungsdiversifizierung. Seit 30. Juni 2020 steht das Gebäude leer.